# Angela Caracciolo Aricò
Angela Caracciolo Aricò (* 1940 in Belluno; † 11. März 2015 in Venedig) war Dozentin für Romanistik an der Università Ca’ Foscari in Venedig, wo sie von 1983 bis 2010 lehrte. Sie befasste sich vor allem mit der Renaissance Venedigs und der von Aragón. Dabei konzentrierte sie sich auf Jacopo Sannazaro, einen der bedeutendsten Dichter des Renaissancehumanismus, und Marin Sanudo d. J. sowie das Verhältnis zwischen venezianischer Literatur und den bildenden Künsten. Auf sie gehen vier einflussreiche Monographien zurück, darunter kritische Editionen, wie sie 2001 auch gemeinsam mit Gian Carlo Alessio das Centro di Studi Medievali e Rinascimentali „Emmanuele Antonio Cicogna“ gründete. Verheiratet war sie mit dem Bildhauer Gianni Aricò, mit dem sie einen Sohn hatte.

## Akademischer Weg, Forschungsschwerpunkte
1966 legte sie ihre Laurea in Lettere an der Facoltà di Lettere e Filosofia der Universität Padua ab. 1975 trat sie eine vierjährige Stellung für Italianistik und Filologia Romanza (Romanistik) an der Facoltà di Lingue e Letterature straniere der Universität Venedig an. Am 13. November 1980 erlangte sie das Diplom für Archivwissenschaften, Paläographie und Diplomatik im Staatsarchiv Venedig. Danach wirkte sie als wissenschaftliche Mitarbeiterin an der Universität Triest, am Sitz Udine. Dann kehrte sie 1983 nach Venedig als ricercatore confermato zurück, woraufhin sie an das Centro Interuniversitario di Studi Veneti abgeordnet wurde, wo sie 1985 zum Segretario scientifico avancierte. Daneben arbeitete sie von 1968 bis 1987 an der Fondazione Giorgio Cini, wo sie lehrte und über den Aragonesen Jacopo Sannazaro forschte. 1984 bis 1992 leitete sie für den Consiglio Nazionale delle Ricerche die Forschungsgruppe L'impatto della scoperta dell'America nella cultura italiana: Venezia, die sich mit der Nachwirkung der Entdeckung Amerikas auf die italienische Kultur mit Blick auf Venedig befasste. Im akademischen Jahr 2000/2001 wurde sie zur professoressa associata für Humanistische Literatur berufen. Darüber hinaus war sie socio des Ateneo Veneto. 
Nach der Edition von Sanudos De origine, situ et magistratibus urbis Venetae ovvero La Città di Venezia (1493–1530) im Jahr 1980 bereitete sie von 1983 bis 1986 die gleichfalls kritische Edition seines Werkes Le vite dei dogi (1474–1494) vor. Auch zu ihm legte sie eine Reihe von Artikeln vor.
Sie starb im städtischen Krankenhaus in der Gemeinde von San Zanipolo. Beigesetzt wurde sie auf dem Friedhof von San Michele in Isola.

## Veröffentlichungen (Auswahl)

### Monographien und Aufsätze
- La narrativa di Neri Pozza da "Processo per eresia" (1969) a "Comedia familiare" (1975), in: Filologia Moderna 3 (1978) 43–50 (Neri Pozza (1912–1988) war Schriftsteller und Gründer des Verlages Neri Pozza editore).
- La più vasta silloge di iscrizioni spagnole del primo Cinquecento italiano: Il cod. marciano, lat., cl. XIV, CCLX (=4258), Congresso Internazionale Venezia, l'archeologia e l'Europa, Rom 1996, S. 26–38.
- L'immagine di Venezia negli scrittori europei tra Tre e Quattrocento, in: Ilaria Crotti (Hrsg.): Il viaggio in Italia. Modelli, stili, lingue. Atti del Convegno su Il viaggio in Italia, 3–4 Dicembre 1997, Edizioni Scientifiche Italiane, Neapel 1998, S. 51–64.
- Daniele Manin editore, in: Tiziana Agostini (Hrsg.): Daniele Manin e Nicolò Tommaseo. Cultura e società nella Venezia del 1848, Atti del Convegno internazionale di Studi. 14–16 ottobre 1999. Longo editore, Ravenna 2000, S. 199–209.
- Venezia al di là del mito negli scrittori tra Quattro e Cinquecento, in: Sante Graciotti (Hrsg.): Mito e antimito di Venezia nel bacino adriatico (secoli XV-XIX). Primo convegno italo-croato. Atti del Convegno Internazionale , Il Calamo, Rom 2001, S. 309–321.
- La Serenissima e il Regno. Nel V centenario dell'Arcadia di I. Sannazaro , Bd. 1, Cacucci editore, Bari 2006, S. 1–791.
- Per la storia dell’edizione del ‘Dizionario del dialetto veneziano’ di Giuseppe Boerio, in: Lessicografia dialettale ricordando Paolo Zolli, 9–11 dicembre 2004, Padua 2006 (Konferenzband).
- mit Nicoletta Baldin, Lorenzo Bernardinello, Matteo Donazzon, Chiara Frison, Norbert Marcolla (Hrsg.): Catalogo dei manoscritti medievali e umanistici del Fondo E. A. Cicogna conservato presso La Biblioteca Civica del Museo Correr di Venezia, Centro di Studi Medievali e Rinascimentali “Emmanuele Antonio Cicogna”, Bd. 1, Venedig 2008, S. I–XXXIX; 1–422; Bd. 2, Venedig 2009, S. 1–350.
- Emmanuele A. Cicogna, la sua biblioteca e la vita, in: Dies. (Hrsg.): Le schede dei manoscritti medievali e umanistici del Fondo E. A. Cicogna, Centro di Studi Medievali e Rinascimentali “Emmanuele Antonio Cicogna”, Venedig 2008, S. VII–XXXV.
- Le parole e i significati: il terzo visitatore della biblioteca di Marin Sanudo il giovane, in: Studi Veneziani LXII (2011) 375–418. (academia.edu)

### Editionen
- (Hrsg.): De origine, situ et magistratibus urbis Venetae ovvero La Città di Venezia (1493–1530), Mailand 1980 (kritische Edition).
- Daniele Manin editore. Carteggio Daniele Manin - Giuseppe Boerio, Bulzoni, Rom 1984.
- (Hrsg.): Marin Sanudo il Giovane, Le vite dei dogi (1474–1494), Padua 1989 (kritische Edition).
- (Hrsg.): Angelo Trevisan. Lettere sul Nuovo Mondo Granada 1501, Albrizzi, Venedig 1993 (kritische Edition der Briefe des Unterhändlers Angelo Trevisan am spanischen Hof über die spanischen Entdeckungsfahrten nach Amerika).
- (Hrsg.): Antonio Pigafetta e la letteratura di viaggio nel Cinquecento, Cierre, Verona 1997, S. 47–68 (Antonio Pigafetta war Entdecker und Autor; er begleitete Magellan auf seiner Weltumsegelung).
- (Hrsg.): Marin Sanudo il giovane, Le vite dei dogi (1423–1474), Bd. I, Transkription durch Chiara Frison, La Malcontenta, Venedig 1999 und 2002, Bd. II, Antenore, Rom/Padua 2001 und 2004 (kritische Edition). (Digitalisat, Bd. I)
- (Hrsg.): Cronicha dela nobil cità de Venetia e dela sua provintia et destretto di Giorgio Dolfin (Origini–1458), Transkription und Anmm. von Chiara Frison, 2 Bde., Centro di Studi Medievali e Rinascimentali “Emmanuele Antonio Cicogna”, Venedig 2007 und 2009 (kritische Edition).